# Goldzahl
Als Goldzahl definierte Richard Zsigmondy 1901 die Menge Schutzkolloid, die eben nicht mehr ausreicht, um in 10 cm³ einer kolloiden Goldlösung nach Zusatz von 1 cm³ zehnprozentiger Kochsalzlösung den Farbumschlag von Rot nach Violett zu verhindern. Die Menge in Milligramm ist die Goldzahl des Schutzkolloids. In dieser Definition wird die Wasserstoffkonzentration der Hydrosole und der Schutzkolloide nicht berücksichtigt.
Je kleiner die Goldzahl, desto größer ist die Schutzwirkung um das Zusammenklumpen der Teilchen in der Lösung zu verhindern.
| Schutzkolloid        | Goldzahl      |
| -------------------- | ------------- |
| Gelatine, Glutinleim | 0,0001 – 0,01 |
| Kasein               | 0,0001 – 0,01 |
| Gummi arabikum       | 0,002         |
| Hämoglobin           | 0,03 – 0,07   |
| Stärke               | 0,05          |
| Dextrin              | 0,05          |
| Traganth             | 2             |